# Târnova (Caraș-Severin)

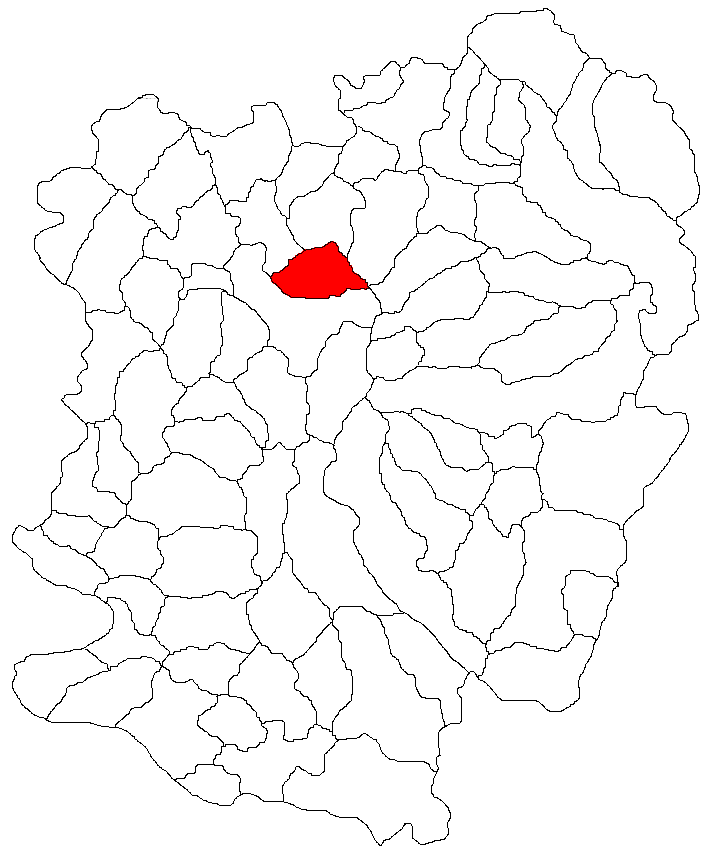
Lage der Gemeinde Târnova im Kreis Caraș-Severin

Târnova (deutsch Tirnowa, ungarisch Tornó) ist eine Gemeinde im Kreis Caraș-Severin in der Region Banat in Rumänien. Zur Gemeinde Târnova gehört auch das Dorf Bratova.

## Geografische Lage
Târnova liegt im Norden des Kreises Caraș-Severin, an der Kreisstraße DJ582A, in 9 km Entfernung von Reșița.

## Nachbarorte
| Soceni  | Valeadeni                                   | Apadia     |
| Bratova | Kompassrose, die auf Nachbargemeinden zeigt | Poiana     |
| Reșița  | Secu                                        | Lindenfeld |

## Geschichte
Die Ortschaft Tornowo wurde 1428 erstmals in den Zeitdokumenten erwähnt, als König Sigismund hier einige Tage Rast hielt. 1495 war die Familie Bizerea im Besitz des Guts. 1495 erscheint die Bezeichnung Thernova, 1500 Ternova und 1717 Tirnova in den Zeitdokumenten. Von 1552 bis 1658 gehörte die Ortschaft zum Lugoscher und Caransebescher Banat.
Auf der Josephinischen Landaufnahme von 1717 ist der Ort Tirnova mit 76 Häuser eingetragen. Ab 1769 war die Ortschaft Teil der Banater Militärgrenze. 1885 kam Tirnova in den Besitz der Österreichisch-ungarischen Staatseisenbahngesellschaft (StEG). In Tirnova wurde Eisenerz, Mangan und Quarz gefördert und in den Hochöfen von Reșița verwertet.
Der Vertrag von Trianon am 4. Juni 1920 hatte die Dreiteilung des Banats zur Folge, wodurch Târnova an das Königreich Rumänien fiel. In der Zwischenkriegszeit gehörte Târnova zu dem Stuhlbezirk Reșița.

## Bevölkerungsentwicklung
| 1880 | 2737 | 2716 | -  | 20 | 1   |
| 1910 | 3549 | 3417 | 22 | 14 | 96  |
| 1930 | 3603 | 3484 | -  | 5  | 114 |
| 1977 | 2736 | 2670 | -  | -  | 66  |
| 2002 | 1908 | 1895 | 1  | 2  | 10  |
| 2011 | 1731 | 1635 | -  | 2  | 94  |
| 2021 | 1499 | 1381 | -  | -  | 118 |